# Wilhelm Meyer-Buer
 Wilhelm Meyer-Buer  (* 30. April 1911 in Gelsenkirchen; † 13. Juli 1997 in Bremen) war ein deutscher Politiker (KPD).

## Leben
Meyer-Buer war der Sohn eines Bergwerksbeamten. Er absolvierte eine kaufmännische Lehre und arbeitete danach als städtischer Angestellter. Er wurde 1931 Mitglied der KPD. In der Zeit des Nationalsozialismus wirkte er in der Illegalität und wurde im Oktober 1933 verhaftet, misshandelt und zu zweieinhalb Jahren Zuchthaus verurteilt. Nach seiner Entlassung im Januar 1936 wurde er bereits im März 1936 in das KZ Esterwegen, danach in das KZ Sachsenhausen und schließlich für vier Jahre in ein Zuchthaus eingewiesen; er erlitt schwere gesundheitliche Schäden in der Haft. Ab 1941 wohnte er in Bremen und wurde bei einem Luftangriff verletzt und verschüttet.
Noch vor dem Ende des Zweiten Weltkriegs wurde er Mitglied der Kampfgemeinschaft gegen den Faschismus (KGF). Nach der Befreiung Bremens beteiligte er sich am Wiederaufbau der KPD und war Mitglied der Landesleitung. 1952 trat er auch als Parteisekretär für die Schulung auf. Er war von 1946 bis 1959 für die KPD Mitglied der Bremischen Bürgerschaft und von 1946 bis 1951 Stellvertretender Fraktionsvorsitzender, von 1951 bis 1953 KPD-Fraktionsvorsitzender sowie danach bis 1959 Sprecher der KPD-Gruppe Unabhängiger Sozialisten (US). Bürgermeister Wilhelm Kaisen lehnte eine Berufung Meyer-Buers in den Senat ab. Meyer-Buer trat 1951 für eine entschiedenere Verfolgung und Verurteilung ehemaliger Nationalsozialisten ein. Als Debattenredner war er ein sehr vehementer Abgeordneter, der auch öfters vom Parlamentspräsidenten August Hagedorn gerügt wurde. Gleichviel, rühmt Horst Adamietz, „… war Meyer-Buer, der Stratege unter den Bremer Kommunisten, wie sie in Bremen keinen zweiten hervorgebracht haben, gepflegt in der Kleidung und Auftreten, geradezu ein Salon-Kommunist, sicher in der Diktion, routiniert, geschliffen, ja mitunter brillant als Redner, …“ Die subventionierte Ansiedlung der Klöckner Stahlwerke in Gröpelingen lehnte er 1955 erfolglos ab. Nach dem Verbot der Partei im August 1956 durch das Bundesverfassungsgericht verblieb er von 1957 bis 1959 als Parteiloser in der Stadtbürgerschaft. Meyer-Buer trat zur Bürgerschaftswahl in Bremen 1959 mit der Wählervereinigung gegen atomare Aufrüstung für Frieden und Verständigung (WgaA) an, die aber an der 5 %-Hürde scheiterte.
1961 kandidierte er erfolglos für den Bundestag. 1962 wurde er wegen illegaler politischer Betätigung zu neun Monaten Gefängnis auf Bewährung verurteilt. 1963 wurde er erneut verurteilt, weil er im Zusammenhang mit der Bundestagskandidatur von 1961 eine Wahlkampfrede mit dem Satz „Wählen Sie den Kommunisten Meyer-Buer!“ beendet hatte.
Ab 1968 war er Mitglied der Deutschen Kommunistischen Partei (DKP). Politisch war er ein Vertreter der orthodoxen Parteilinie der DKP. Er wirkte 1967/69 im Vietnam-Komitee von Bremen gegen den Vietnamkrieg mit.
Beruflich betrieb er in Gröpelingen einen erfolgreichen Goldschmiedeladen. Seine Einnahmen erlaubten es ihm, bedürftige Menschen regelmäßig zu unterstützen.

## Anerkennung
- Seit 2014 ist er Namensgeber für einen Weg in Bremen – Meyer-Buer-Weg.

## Schriften
- Als Kommunist vor Gericht. In: Christoph Butterwegge, Adolf Brock, Jochen Dressel, Ulla Voigt (Hrsg.): Bremen im Kalten Krieg. Zeitzeug(inn)en berichten aus den 50er und 60er Jahren: Westintegration – Wiederbewaffnung – Friedensbewegung. Bremen 1991, S. 155–160.
- Die KPD-Bürgerschaftsfraktion in den 50er Jahren. In: Heinz-Gerd Hofschen, Almut Schwerd, Willi Elmers (Hrsg.): Zeitzeugen berichten: Bremer Arbeiterbewegung in den fünfziger Jahren. Bremen 1989, S. 91–103.
- Willi Meyer-Buer: Der verlorene Kampf – aber er war nicht vergebens, Neue-Impulse-Verlag, Essen 2013,  ISBN 978-3-910080-79-9